# Arne Mortensen
Arne Mortensen, norveški veslač, * 14. oktober 1900, Stavanger, † 28. februar 1942.
Mortensen je za Norveško nastopil v osmercu na Poletnih olimpijskih igrah 1920 v Antwerpnu in s tem čolnom osvojil bronasto medaljo.